# Política Nacional de Cultura Viva
Cultura Viva é um programa do governo federal brasileiro, criado em 2004 - através de uma portaria, do Ministério da Cultura, mas que em 2014 passou a ser uma Política pública, com a sanção da Lei 13.018 que institui a Política Nacional de Cultura Viva, que simplifica e busca desburocratizar os processos de reconhecimento, prestação de contas e o repasse de recursos para as organizações da sociedade civil.
Tendo como carro chefe a criação dos Pontos de Cultura, o Cultura Viva é reconhecidamente um das principais políticas culturais do Governo Lula, e estima-se que tenha atingido 8 milhões de brasileiros, entre 2004 e 2010.

## Lei Cultura Viva
São objetivos da Política Nacional de Cultura Viva:
- Garantir o pleno exercício dos direitos culturais aos cidadãos brasileiros, dispondo-lhes os meios e insumos necessários para produzir, registrar, gerir e difundir iniciativas culturais;
- Estimular o protagonismo social na elaboração e na gestão das políticas públicas da cultura;
- Promover uma gestão pública compartilhada e participativa, amparada em mecanismos democráticos de diálogo com a sociedade civil;
- Consolidar os princípios da participação social nas políticas culturais;
- Garantir o respeito à cultura como direito de cidadania e à diversidade cultural como expressão simbólica e como atividade econômica;
- Estimular iniciativas culturais já existentes, por meio de apoio e fomento da União, dos Estados, do Distrito Federal e dos Municípios;
- Promover o acesso aos meios de fruição, produção e difusão cultural;
- Potencializar iniciativas culturais, visando à construção de novos valores de cooperação e solidariedade, e ampliar instrumentos de educação com educação;
- Estimular a exploração, o uso e a apropriação dos códigos, linguagens artísticas e espaços públicos e privados disponibilizados para a ação cultural.

## Instrução Normativa
Fruto de intenso debate entre Ministério da Cultura, órgãos de controle e sociedade civil, a Instrução Normativa (IN) nº 01 de 07 de abril de 2014, publicada no D.O.U em 08 de abril de 2014, estabelece os parâmetros de aplicação da Lei Cultura Viva, onde se destacam o Termo de Compromisso Cultural (TCC) e o Cadastro Nacional de Pontos e Pontões de Cultura.